# 第5號交響曲 (蕭士塔高維奇)
d小調第5號交響曲，作品47，是俄國作曲家蕭士達高維契的音樂作品。創作於1937年，並於同年11月21日由穆拉文斯基率領列寧格勒管絃樂團作首演，獲得相當成功。根據當年樂團總監憶述，鼓掌達半小時之久。
《第5號交響曲》和《第10號交響曲》同樣是蕭士達高維契最常演奏的交響曲。

## 背景
1936年1月，蕭士達高維契的歌劇《穆森斯克郡的馬克白夫人》令當時的領導人斯大林勃然大怒，官方宣傳機器如《真理報》等隨即發動宣傳攻勢對其作出尖銳的批評（即他的第一次譴責），指他的音樂為「形式主義」，不符合蘇聯社會主義文化要求，這令他一度陷入困境。同時，正值蘇共大清洗最嚴厲的時期，他的部份朋友，包括負責他第一套歌劇《鼻子》的導演梅耶荷爾德（V. E. Meyerhood）等人受到牽連，連當時作為他長期經濟支柱，曾為蘇聯總參謀長的圖哈切夫斯基亦難逃厄運，甚至遭到處決。雖然在這段時間蕭士達高維契似乎未受牽連，但他對自己的人身安全總是非常擔心，連帶本來準備首演的《第4號交響曲》亦被逼撒回。
在收入大減的情況下，蕭士達高維契一方面重新依靠寫劇場音樂及電影配樂來賺錢，另一方面亦希望尋求機會重新得到官方認同。於是他決定以傳統的寫作手法，摒棄複雜的旋律、不明顯調性和各種不協調的和聲，另外撰寫一齣新的交響樂，並表示這首交響曲是「作曲家對黨的批評的回應」。結果獲得了公眾和官方的讚同，而他亦漸漸地恢復了地位——包括1937年9月獲得列寧格勒音樂學院的教席。

## 分析

### 配器
- 木管樂器：短笛、2長笛、2雙簧管、高音單簧管、2單簧管、2低音管、倍低音管
- 銅管樂器：4圓號、3小號、3長號、大號
- 敲擊樂器：定音鼓、大鼓、小鼓、鈸、鑼、鐘琴、木琴
- 鍵盤樂器：鋼琴、鋼片琴
- 絃樂器：第一小提琴、第二小提琴、中提琴、大提琴、低音提琴、2豎琴

### 結構
本樂曲共分為四個樂章：
- 第1樂章：中板（Moderato），約15-18分鐘，D小調

絃樂以卡農形式展開，第一主題以六度跳進及加強附點節奏所組成，並很快便進入以「長－短短」為主的第二主題。其後這兩個主題互相交替出現。發展部由這兩個主題的不斷發展而組成，而且速度漸漸加快，到達樂章的最高潮時，速度回復至開頭，由絃樂的齊奏帶動整個樂隊的回應，並漸漸減弱至結尾。兩個主題重新出現，氣氛變為平靜而略帶哀傷，最後在鋼片琴的上行音階中結束。
- 第2樂章：小快板（Allegretto），約5-6分鐘，A小調

具有諧謔曲風格但暗藏黑色氣氛的三段體圓舞曲，開首由絃樂低音聲部以非常沉重的弓法拉奏，是由上一個樂章的第一主題所演變而成的。經過高音單簧管及小提琴的發展後，木管樂奏出帶附點節奏的第一旋律，及後銅管樂器和小鼓則奏出疑似凱旋式的第二旋律。簡短的過場後，獨奏小提琴在豎琴和絃樂撥絃中奏出中段的主題旋律，並由長笛重覆和應。全體樂隊進入不確定調性的過場部份，中段主題旋律片段則穿插在其中，巴松管及絃樂撥絃再次帶回開首部份，第一及第二主題重新出現，但木琴的加入令人回想起聖桑的《骷髏之舞》，最後在雙簧管的小調引子下，木琴隨著樂隊的強勁齊奏下同步結束。
- 第3樂章：緩板（Largo），約12-15分鐘，升F小調

相比緊張的第一樂章以及黑色幽默感的第二樂章，第三樂章選擇了平靜，旋律線條簡單兼且調性更為明顯的慢樂章作為過場。整個樂章並沒有使用銅管樂器，而絃樂部份亦重新劃分成數組聲部。小提琴直接帶出第一主題（同樣是第一樂章第一主題的另一個變奏），並在其他絃樂小組的襯托下帶出引子部份，長笛在豎琴的分解和絃下吹出新的主題，但很快便由絃樂組重新主導，並帶入第一次的高潮。及後雙簧管、單簧管及長笛獨奏在絃樂段落中間奏著。隨後在絃樂碎弓下，木琴和大提琴帶進第二個高潮。回復平靜後，絃樂器作最後一次的第一主題演奏，並在豎琴的泛音旋律中結束。
- 第4樂章：不太過份的快板（Allegro non troppo），約10-11分鐘，D小調

具有凱歌性的樂章。氣氛長時間保持高漲，定音鼓帶入銅管樂器的主旋律，及後小提琴奏出具節奏性的第二旋律，而這兩個旋律亦再一次互相交替出現，突然小號的加入，配以絃樂如警報般的連弓和碎弓將樂曲氣氛變得緊張，但一聲大鈸下，勝利的氣氛似乎又回復過來，但隨後的鑼聲和定音鼓的斷奏，樂曲像是重新抑壓在不安和無助的環境下，圓號的主旋律變奏亦顯得我去威風的色彩，然後小提琴不斷的重覆音型似乎像是跌到深淵中，然而當重覆音型轉到豎琴時，卻又像顯出一點點的曙光。木管樂器以慢速帶回主題旋律，似乎暗示黑暗慢慢將要消散，絃樂及鋼琴的八分音符奏節奏加速了陰暗的驅散，最後銅管樂和敲擊樂的加入將調性由小調變成大調，象徵光明已重新到來，並且獲得了最後的勝利。

## 評價
在2016年一項針對151位指挥家的訪談統計中，蕭士塔高維奇第5號交響曲獲得第十七位的綜合評價。

### 《證言》中的另類解說
從各種的文獻研究中，音樂界學者幾乎無可置疑地認同，蕭士達高維契這首作品是「為世所逼」，是要討悅當權者的意識形態，亦要為自己日後的生計考慮而產生的妥協作品。其中對於第四樂章被塑造出的熱鬧、光明和勝利的氣氛，在《證言》中有以下的解說：
|  | 這（種歡樂）是被逼的。正如在《鮑里斯·戈杜諾夫》中受威嚇的情形。它好像有人在用一根棍子，一邊敲著你一邊說：「你的責任就是要喜樂，你的責任就是要喜樂。」於是，縱然你嘗試突圍，但在不穩固的形勢下，你只好跟隨大隊，口中喃喃地對自己說：「你的責任就是要喜樂，你的責任就是要喜樂。」 |

樂章末段由木管和絃樂的重覆「A」音，便是一個隱藏的象徵意義。銅管樂所吹奏的旋律，是來自他的一首歌曲《重生》（Rebirth），但配上另一首稱為「野蠻的畫家」的歌詞，其中的內容指野蠻的畫家把天才所畫的圖畫都塗黑了。作曲家所指的「野蠻的畫家」和「天才」，分別就是指斯大林和作曲家本人。 歌詞最後結局是野蠻畫家的作品被唾棄，而天才的作品則得以重生。這樣的解釋，很明顯和官方所說，是一首完全正面的作品互相違背。
在其他三個樂章中，亦可在其他細節上看到蕭斯達高維契並非全心創作一首為討好史大林政權以換取重返蘇聯樂壇的作品。就如第一樂章中段的進行曲樂段，節奏雖然整齊，但聽起來帶點滑稽的步伐；第三樂章並不是敍述工人階級或者先進模範的思想鬥爭，而是代以縈繞心頭、滿懷鄉怨兼且矯揉造作的慢板——這種創作手法其實正正就是官方所不容許的「形式主義」，但在其他樂章所組成的一體化下（特別作為全首樂曲的惟一慢板樂章），終於亦成功得到了官方的認可。

## 外部連結
- 陳浩才談蕭士達高維契《第5號交響曲》（存档备份）